# Paectes abrostolella
Paectes abrostolella là một loài bướm đêm trong họ Noctuidae.